# Silvia Stolzenburg
Silvia Stolzenburg (* 1974) ist eine deutsche Schriftstellerin und Bestsellerautorin. Sie schreibt Kriminalromane, Thriller und historische Romane.

## Leben und Werk
Nach ihrem Studium der Germanistik und der Anglistik wurde Silvia Stolzenburg 2006 an der Neuphilologischen Fakultät der Universität Tübingen bei Christopher Harvie zur Dr. phil. promoviert. In ihrer auf Englisch verfassten Dissertation mit dem Titel The English Bestseller and the Bookmarket in the 1990s untersuchte und beschrieb sie die Formeln und Mechanismen zeitgenössischer Bestseller. Die hierbei erworbenen Erkenntnisse wandte sie an, als sie nach dem Studium selbst mit ihrer schriftstellerischen Arbeit begann. Zwischen 2010 und 2022 veröffentlichte sie mehr als 30 Romane, darunter mehrere Trilogien und Buchreihen. 
Schauplatz ihrer Romane ist häufig die baden-württembergische Stadt Ulm, die Stolzenburg gut kennt. In ihrer „Ulm-Trilogie“ wird beispielsweise der Bau des Ulmer Münsters thematisiert. Auch in einem ihrer Stuttgarter Regionalkrimis spielt ein Teil der Handlung in Ulm, und in dem 2017 entstandenen Thriller „Blutfährte“ ist der Protagonist der Ulmer Feldjäger Mark Becker.
Im Februar 2013 war Stolzenburg in Ulm Gründungsmitglied des Vereins HOMER Historische Literatur e. V. und bis 2015 dessen 1. Vorsitzende.
Seit 2014 verleiht der Verein den HOMER Literaturpreis für die besten historischen Romane und Kurzgeschichten des Vorjahres. Stolzenburg selbst wurde für vier ihrer historischen Romane mit einem HOMER ausgezeichnet.
Die Autorin lebt in Heidenheim an der Brenz.

## Werke

### Historische Romane
- Ulm-Trilogie: 
  - Die Launen des Teufels. Roman. Bookspot, München 2010, ISBN 978-3-937357-41-6.
  - Das Erbe der Gräfin. Roman. Bookspot, München 2011, ISBN 978-3-937357-45-4.
  - Die Heilerin des Sultans. Roman. Bookspot, München 2012, ISBN 978-3-937357-47-8.

- Teufelsfürst-Trilogie (Fortsetzung der Ulm-Trilogie): 
  - Der Teufelsfürst. Roman. Bookspot, München 2013, ISBN 978-3-937357-75-1.
  - Das Reich des Teufelsfürsten. Roman. Bookspot, München 2014, ISBN 978-3-937357-86-7.
  - Das Ende des Teufelsfürsten. Roman. Bookspot, Planegg 2016, ISBN 978-3-95669-065-5.

- Richard-Löwenherz-Zweiteiler: 
  - Schwerter und Rosen. Roman. Bookspot, München 2012, ISBN 978-3-95669-065-5.
  - Im Reich der Löwin. Roman. Bookspot, München 2012, ISBN 978-3-937357-61-4.

- Venedig-Roman: 
  - Töchter der Lagune. Roman. Bookspot, München 2012, ISBN 978-3-937357-60-7.
    - Daughters of Venice. KDP, 2021 (Übersetzung ins Englische).

- Schottland-Roman: 
  - Der Than von Cawdor. Roman. Bookspot, Planegg 2017, ISBN 978-3-95669-064-8.

- Nürnberg-Saga (Salbenmacherin-Reihe): 
  - Die Salbenmacherin. Historischer Roman. Gmeiner, Meßkirch 2016, ISBN 978-3-8392-1731-3.
  - Die Salbenmacherin und der Bettelknabe. Historischer Roman. Gmeiner, Meßkirch 2016, ISBN 978-3-8392-1910-2.
  - Die Salbenmacherin und die Hure. Historischer Roman. Gmeiner, Meßkirch 2017, ISBN 978-3-8392-2157-0.
  - Die Salbenmacherin und der Engel des Todes. Historischer Roman. Gmeiner, Meßkirch 2019, ISBN 978-3-8392-2423-6.
  - Die Salbenmacherin und der Stein der Weisen. Historischer Roman. Gmeiner, Meßkirch 2020, ISBN 978-3-8392-2706-0.
  - Die Salbenmacherin und der Fluch des Teufels. Historischer Roman. Gmeiner, Meßkirch 2021, ISBN 978-3-8392-0017-9.

- Tribute-Reihe:
  - Tribut der Sünde. Historischer Roman. Tinte & Feder, Luxemburg 2020, ISBN 978-2-496-70397-9.
  - Tribut der Schande. Historischer Roman. Tinte & Feder, Luxemburg 2020, ISBN 978-2-496-70400-6.
  - Tribut der Rache. Historischer Roman. KDP, 2020.
- Esslingen-Saga: 
  - Die Tochter der verbotenen Künste und das Teufelskomplott. Historischer Roman. Weltbild, Augsburg 2021, ISBN 978-3-9637-7910-7.
  - Die Meisterin der verbotenen Künste und die Meuchelmörder. Historischer Roman. Weltbild, Augsburg 2022, ISBN 978-3-96377-912-1.
  - Die Herrin der verbotenen Künste und der Wiedergänger. Historischer Roman. Weltbild, Augsburg 2022, ISBN 978-3-96377-914-5.
- Das Pestmädchen. Historischer Roman. Weltbild, Augsburg 2024, ISBN 978-3-98507-769-4.

### Historische Kriminalromane
- Die Meisterbanditin. Gmeiner, Meßkirch 2018, ISBN 978-3-8392-2301-7.
- Die Flucht der Meisterbanditin. Gmeiner, Meßkirch 2019, ISBN 978-3-8392-2530-1.
- Die Begine von Ulm. Gmeiner, Meßkirch 2020, ISBN 978-3-8392-2552-3.
- Die Begine und der Siechenmeister. Gmeiner, Meßkirch 2021, ISBN  978-3839228142.
- Die Begine und der Turm des Himmels. Gmeiner, Meßkirch 2022, ISBN 978-3839201190.
- Die Begine und der lebende Tote. Gmeiner, Meßkirch 2022, ISBN 978-3-8392-0248-7.
- Die Begine und die Zauberin. Gmeiner, Meßkirch 2023, ISBN 978-3-8392-0340-8.
- Die Begine und der Feuerteufel. Gmeiner, Meßkirch 2023, ISBN 978-3-8392-0467-2.

### Kriminalromane
- Stuttgart-Krimis (Anna Benz und Markus Hauer): 
  - Tödliche Jagd. Kriminalroman. Edition 211, München 2015, ISBN 978-3-95669-052-5.
  - Die Fliege. Kriminalroman. Edition 211, München 2016, ISBN 978-3-95669-053-2.
  - Tödliche Verdächtigungen. Kriminalroman. Edition 211, Planegg 2016, ISBN 978-3-95669-069-3.

- Brandermittler-Krimis (Tina Baumann):
  - Feuerspur. Weltbild, Augsburg 2018, ISBN 978-3-95973-312-0.
  - Puppenjagd. Weltbild, Augsburg 2019, ISBN 978-3-95973-997-9.

### Thriller
- Mark-Becker-Reihe: 
  - Blutfährte. Thriller. Gmeiner, Meßkirch 2017, ISBN 978-3-8392-2069-6.
  - Das dunkle Netz. Gmeiner, Meßkirch 2018, ISBN 978-3-8392-2280-5.
  - Falschspiel. Gmeiner, Meßkirch 2019, ISBN 978-3-8392-2424-3.

## Auszeichnungen
- 2014: Goldener Homer für Der Teufelsfürst in der Kategorie Biographie
- 2014: Bronzener Homer für Töchter der Lagune in der Kategorie Beziehung & Gesellschaft
- 2015: Goldener Homer für Das Reich des Teufelsfürsten in der Kategorie Spannung & Abenteuer
- 2020: Silberner Homer für Die Salbenmacherin und der Engel des Todes